# Округ Кингс (Калифорнија)
Кингс (енгл. Kings County) је округ у америчкој савезној држави Калифорнија.

## Демографија
По попису из 2010. године број становника је 152.982, што је 23.521 (18,2%) становника више него 2000. године.
| Група             | 2000.          | 2010.          |
| Белци             | 53.817 (41,6%) | 53.879 (35,2%) |
| Афроамериканци    | 10.747 (8,3%)  | 11.014 (7,2%)  |
| Азијати           | 3.980 (3,1%)   | 5.620 (3,7%)   |
| Хиспаноамериканци | 56.461 (43,6%) | 77.866 (50,9%) |
| Укупно            | 129.461        | 152.982        |